# Radio B2

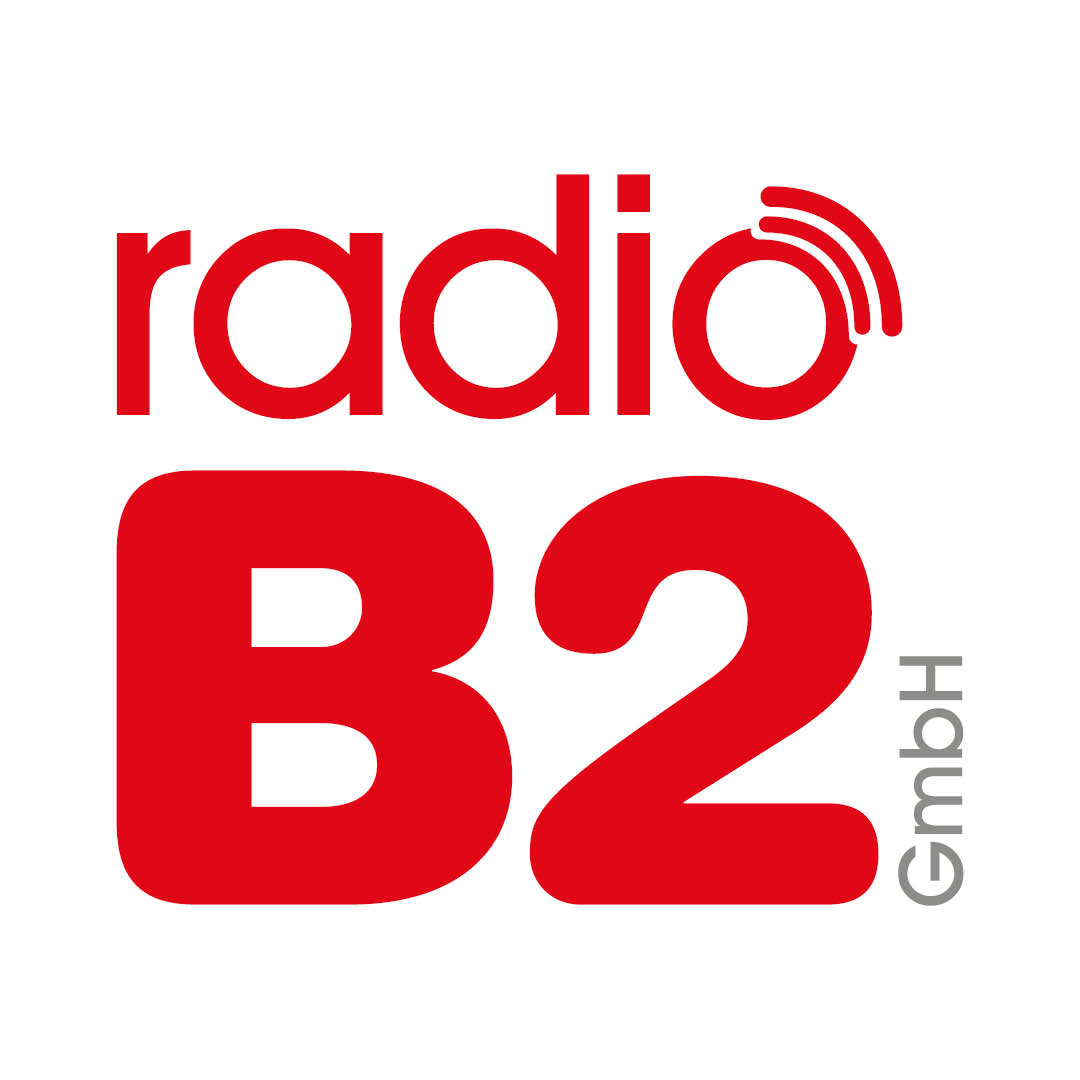
Logo von radio B2

Die Radio B2 GmbH (Eigenschreibweise radio B2 GmbH) ist ein mittelständisches Medienunternehmen mit Sitz in Berlin. Sie wurde 2003 gegründet. 
Die Gesellschaft produziert Radioprogramme, die teilweise deutschlandweit ausgestrahlt werden. In den Anfangsjahren wurde der von der Gesellschaft produzierte Shoppingsender Kaufradio über DAB in Berlin verbreitet. Ab März 2005 wurde in Brandenburg das Programm oldiestar über UKW und Mittelwelle 603 kHz ausgestrahlt. Zwischen 2011 und 2021 produzierte die radio B2 GmbH den Schlagersender radio B2. Im März 2021 wurde die Station im Zuge der Expansion in weitere Bundesländer in Schlager Radio umbenannt. Bekanntester Sender des Unternehmens ist Schlager Radio. Ferner werden die Sender Schlager Radio plus, radio Gold, Star Sat Radio, MAXX FM, lounge plus und Discofox Antenne sowie zahlreiche Webchannels produziert.
Im April 2025 erteilte die mabb ab 1. Oktober 2025 eine Lizenz für die UKW-Verbreitung des Spartenprogramms "jazz fm". Die Station wird zunächst ab 1. September 2025 auf DAB-Kanal 7 B das Programm MAXX FM und ab 1. Oktober 2025 auf UKW 106,8 MHz das bisherige JazzRadio Berlin ablösen, zum Jahreswechsel 2025/2026 dann auf die Frequenzen 91,0 MHz in Berlin und 90,7 MHz in Potsdam wechseln. "jazz fm" will eine Palette von Jazzstilen sowie redaktionelle Beiträge rund um das Thema Jazz anbieten.
Eigentümer und geschäftsführender Gesellschafter der Sendergruppe ist Oliver Dunk.

## Redaktionsbeirat
Der radio B2 Redaktionsbeirat wurde gegründet, um die von der Gesellschaft betriebenen Programme, inhaltlich zu begleiten und die journalistische Kontinuität zu gewährleisten. Vorsitzender ist der frühere Deutschlandradio-Intendant Willi Steul. Weitere Mitglieder des radio B2-Redaktionsbeirats sind der Medienmanager und frühere Chefredakteur der "Bild"-Zeitung,             Claus Strunz, der damalige Chef der Senatskanzlei Berlin und Manager, Detlef Stronk, die frühere Geschäftsführerin der ARD Media GmbH, Elke Schneiderbanger, der Journalist und vormalige Regierungssprecher des Landes Brandenburg,  Erhard Thomas und der ehemalige Direktor der Landesanstalt für Medien Nordrhein-Westfalen, Norbert Schneider.
Ehemalige Mitglieder des radio B2-Redaktionsbeirats sind der Journalist und frühere Intendant des Zweiten Deutschen Fernsehens (ZDF), Dieter Stolte und der Journalist und ehemalige ZDF-Chefredakteur Klaus Bresser.     

## Soziales Engagement
Die radio B2 GmbH unterstützt den Take Off Award, der sich wiederum für die Förderung des Ehrenamts in den Bereichen Bildung, Ausbildung und Mitmenschlichkeit einsetzt. Zudem unterstützt die radio B2 GmbH mit der Aktion „Schlager Radio hilft“ in Kooperation mit verschiedenen Partnern soziale Projekte.  